# 미사오 겐토
미사오 겐토(일본어: 三竿 健斗, 1996년 4월 16일 ~ )는 일본의 축구 선수이다.

## 구단 경력
그는 2015년 J2리그의 도쿄 베르디에 입단했다. 2016년 J1리그의 가시마 앤틀러스로 이적했다. 2023년까지 181경기에 출전하여, 4득점을 넣었다. 2023년 CD 산타 클라라로 이적했다. 2024년 가시마 앤틀러스로 복귀했다.

## 국가대표팀 경력
그는 2013년 FIFA U-17 월드컵에 참가할 일본 U-17 국가대표팀에 발탁되었으며, 2경기에 출전했다.
2016년 AFC U-23 축구 선수권 대회에도 출전, 우승에 기여했다.
그는 2017년 EAFF E-1 풋볼 챔피언십에 참가할 일본 국가대표팀에 발탁되었으며, 12월 16일 대한민국와의 경기에서 데뷔했다. 그는 2018년까지 국제 A매치 통산 6경기에 출전했다.

## 통계
| 일본 | 일본 | 일본 |
| 연도 | 출전 | 득점 |
| ---- | ---- | ---- |
| 2017 | 1    | 0    |
| 2018 | 5    | 0    |
| 통산 | 6    | 0    |